# Combat Zone nord
Combat Zone nord est une organisation de Résistance française affiliée au mouvement Combat installé en zone Sud, détruite par le contre-espionnage allemand à compter de février 1942. Ce groupe était initialement nommé par ses militants Les Petites Ailes, du titre de leur journal clandestin, et désigné sous le nom de Libération Nationale par la Gestapo.

## Historique

### Les groupesRobert
Blessé de 1940, le capitaine Guédon crée à Granville (Manche) un embryon de réseau de renseignement. Ayant revu le capitaine Frenay, vieux camarade de l’école de guerre, il accepte de monter en zone occupée le groupe nord du Mouvement de libération nationale. Le lieutenant de Froment qui avait déjà contacté à Paris Jane Sivadon, directrice de l’école des surintendantes d'usine, de la part de Berty Albrecht, avant d’organiser des groupes dans le Nord et le Pas-de-Calais, accepte de se ranger sous ses ordres.

### L’école des surintendantes d’usine
En février 1941, Guédon contacte Jeanne Sivadon qui recrute Odile Kienlen et Anne-Marie Boumier. Anne-Marie recrute aussitôt son amie le Dr Anne Noury. L’école des surintendantes d'usines devient un noyau de militants qui comprendra Denise Lauvergnat, Joseph Schilling, Henri Ingrand, Chilina Ciosi (future Mme Frenay) et Louis Bridet.

### Le groupe Ricou
En juin 1941, Anne-Marie Boumier rallie Elizabeth Dussauze, chargée des études économiques de l’Union des Industries Métallurgiques et Minières, qui participe aux réunions d’un cercle d’amis, le groupe Ricou (Philippe Le Forsonney, Paul Dussauze, Marthe Delpirou), qui se réunit chez Tony Ricou, 80 rue Spontini. Bientôt rejoint par Charles Le Gualès de la Villeneuve qui est en contact avec Paul Petit et Raymond Burgard, le groupe Ricou se situe quelque part à la charnière de la nébuleuse du Groupe du musée de l'Homme (La Rochère, Launoy, Hauet, Vildé) et du réseau Hector dirigé par Alfred Heurteaux.

### L'imprimerie de La Garenne-Colombes
En juillet 1941, un petit imprimeur, Adrien Thomas, reçoit 80 000 frs de Durand et Le Gualès pour acheter une machine neuve et embaucher un ouvrier. Thomas embauche Stanislas Pacaud, 25 ans de service. L'imprimerie imprime Les Petites Ailes de France et une variété de tracts.

### Le groupe Jubert
- En juillet 1941, Robert Guédon organise, au 176 du quai Louis-Blériot, un bureau de messagerie et un lieu de réunions qui distribue journaux et tracts clandestins (La France continue, Pantagruel, Veritas, Unter Uns, Le Travailleur, Les Petites Ailes, Valmy).
- Le local, loué au nom de Maurice Jubert qui habite l’immeuble, est tenu par Louis Durand, chômeur, ancien marin d’État, assisté de sa belle-fille Geneviève, chômeuse, et de Thérèse Baton, chômeuse. La gardienne, Adzire Lindemann et sa bru Gilberte, chômeuse, sont dans le coup. Une partie des publications est postée, l’autre est remise par paquets à de mystérieux inconnus qui se chargent de les remettre à leurs destinataires.
- Parmi les messagers : Gilbert Chevance (frère de Maurice Chevance), Philippe Le Forsonney, François Delimal, Pierre Arrighi, Louis Bridet…

### Le cercle de la rue de Verneuil
Le père Michel Riquet présente à Robert Guédon plusieurs militants démocrates-chrétiens : Robert Aylé, André Noël, Pierre Le Rolland et le Dr Stéphani. Le Rolland devient agent de liaison de Guédon.

### Veritas
Animé par les abbés Vallée et Portier, un réseau démocrate-chrétien produit un journal clandestin destiné au public catholique, Veritas qui est diffusé par le secrétariat du quai Louis-Blériot. Armand Vallée est un habitué de l'école des surintendantes.

### Projet de radiodiffusion
Paul Dussauze conçoit un poste émetteur à relais en principe capable de déjouer la goniométrie allemande. Des émissions sont préparées à Versailles chez Maurice Bourdet par Jacques Dhont, François de La Noë, Paul Dussauze, et Jacques Lecompte-Boinet.

### Usine Caudron d'Issy-Les-Moulineaux
A la société des avions Caudron-Renault d'Issy-les-Moulineaux, Charles Le Gualès et Louis Durand contactent Louis (Auguste-Hippolyte) Royer, chef d'équipe, et Marcel Florein, qui diffusent Les Petites Ailes, Pantagruel, etc.

### Le groupe de Compiègne
Dès février 1941, trois jeunes gens (Gabriel Clara, Robert Héraude, Michel Edvire) récupèrent dans la forêt des armes abandonnées pendant la débâcle. L’équipe intègre progressivement des copains (Maurice Rousselet, Georges Beschon, Christian Héraude), puis des hommes plus âgés (Alexandre Gandouin, Georges Fouquoire, Abel Laville, Alfred Vervin), enfin des combattants de la Grande Guerre (Georges Tainturier, Gualbert Flandrin, Albert Vandendriessche) qui en prennent la direction. L’objectif du groupe de Compiègne est d’armer un bataillon de volontaires, afin de prendre le contrôle de la ville de Compiègne, dès l’annonce d’un débarquement allié.

### Combat Zone nord en province
L’état-major parisien est en contact avec les réseaux fondés en Normandie et en Bretagne (Reine Joly, Maurice Deprun), par le capitaine Guédon, mais aussi avec les nombreux groupes de Champagne (Jean Quentin, Pierre Grandremy) et du département des Deux-Sèvres d’où est originaire Henri Ingrand. Pierre de Froment anime de nombreux groupes dans le Nord et le Pas-de-Calais, mais aussi dans le Cher.

### Contacts avec les autres mouvements ou réseaux
Le groupe du capitaine Guédon privilégie les contacts avec les autres groupes de résistants, l'Organisation Civile et Militaire, le réseau Hector d'Alfred Heurtaux, mais aussi le réseau Gloria d'Alfred Péron, qui dépend du MI6, le circuit Sycamore du SOE animé par Pierre de Vomécourt, le groupe Fuehrel, le Groupe du musée de l'Homme. Enfin, avec les services spéciaux français (deuxième bureau de l'état-major de l'armée, SR Air et contre-espionnage militaire offensif de Paul Paillole).

### Pénétrations du contre-espionnage allemand
- Dès septembre 1941, le local du quai Louis-Blériot, signalé à la Geheime Feldpolizei par un locataire aigri, est sous surveillance.
- Employé des messageries Hachette, un agent français de l’Abwehr, Henri Devillers, pénètre l’état-major lyonnais du MLN. Berty Albrecht l’envoie à Paris chez Jane Sivadon qui le présente à Anne-Marie Boumier et Robert Guédon dont il se fait apprécier.
- Un certain Duverger (Jacques Desoubrie, V-Mann de la Geheime Feldpolizei qui vient de participer à la liquidation du mouvement La Vérité française), frappe chez Durand, porteur du mot de passe du groupe de Caen du réseau Hector. Durand présente Duverger à Le Gualès qui en fait son homme de confiance.
- Militant de zone Sud, Jean-Paul Lien a été retourné par l’Abwehr-Dijon. Il signale Devillers à Berty Albrecht. Devillers est remplacé par deux agents de l'Abwehr-Dijon, Denise et Paul Boehm.
- Le 28 octobre 1941, Anne-Marie Boumier et Anne Noury sont arrêtées. Le 30 novembre 1941, c’est le tour d'Adzire et Gilberte Lindemann. À la fin de cette année 1941, le groupe de Normandie du réseau Hector, qui diffusait la presse clandestine du mouvement et des groupes amis, est décimé par la sureté allemande aux armées.
- Repéré par le contre-espionnage de l’armée de l’armistice, Henri Devillers est arrêté à Lyon par la Surveillance du Territoire. Au bout d’une semaine, il passe aux aveux. À la même époque, l’état-major de l’Abwehr décide qu’il est temps de mettre un terme aux activités de Libération nationale en zone nord.

### Les arrestations
- Du 2 février au 29 juin 1942, la plupart des militants sont arrêtés, tous par la Geheime Feldpolizei ou la Feldgendarmerie, bras séculiers de l’Abwehr, qui ratissent large. Les résistants sont emprisonnés à La Santé, au Cherche-Midi, à Fresnes. Plusieurs parents, amis ou relations incarcérés par erreur seront relâchés.
- Frenay jette l'éponge en zone occupée. Le réseau de Pierre de Froment poursuit sa mission jusqu'aux arrestations de 1943. Les tentatives de reconstitution de Combat Zone nord dirigées par Jacques Lecompte-Boinet n’aboutissent pas. Les militants rescapés, dont beaucoup ne survivront pas à la guerre, passent à l’Organisation Civile et Militaire ou à Ceux De La Résistance.

### Déportation en Allemagne
En mai 1942, l’affaire est confiée à la Gestapo de Sarrebruck. De mai à septembre, en vertu du décret Nacht und Nebel, les militants sont transférés à la prison de Sarrebruck. Quelques hommes passent par le camp SS d’Hinzert. Certaines femmes passent par les prisons de Deux-Ponts ou de Neunkirchen.

### Le procès de Sarrebruck
Le procès se déroule, du 12 au 19 octobre 1943, devant le deuxième Sénat du Volksgerichtshof, présidé par le Dr Wilhelm Crohne, assisté du directeur de justice Heinz Preussner, du vice-amiral Heino von Heimburg, du général d’aviation Hermann Stutzer et du chef de jeunesses hitlériennes Hans Kleeberg, puis du SA-Obergruppenfuhrer Kurt Lasch (de). Les prévenus sont jugés par petits paquets. Grâce aux agents infiltrés et aux documents saisis, l’acte d’accusation de l’avocat général Dr Gerhard Görish est bien renseigné. Les sentences sont lourdes. À la libération des camps, dix militants seulement, trois hommes et sept femmes, sont encore en vie.

## Liste des membres

### Condamnés du procès de Sarrebruck
| Thérèse Baton               | 10 ans TF    | Morte à Ravensbruck        |
| Gilberte Bonneau du Martray | À mort       | Morte à Bergen-Belsen      |
| Anne-Marie Boumier          | 4 ans TF     | Rescapée                   |
| Pierre Bourson              | 4 ans TF     | Mort à Sachsenhausen       |
| Louis Bridet                | 4 ans TF     | Mort à Sonnenburg          |
| Raymond Burgard             | À mort       | Guillotiné à Cologne       |
| Gilbert Chevance            | 5 ans TF     | Mort à Sonnenburg          |
| Gabriel Clara               | À mort       | Guillotiné à Cologne       |
| Marthe Delpirou             | 2 ans TF     | Morte à Ravensbruck        |
| Louis Durand                | À mort       | Guillotiné à Cologne       |
| Élizabeth Dussauze          | À mort       | Rescapée                   |
| Paul Dussauze               | À mort       | Guillotiné à Cologne       |
| Michel Edvire               | À mort       | Guillotiné à Cologne       |
| Gualbert Flandrin           | À mort       | Guillotiné à Cologne       |
| Alexandre Gandouin          | À mort       | Guillotiné à Cologne       |
| Christian Héraude           | À mort       | Guillotiné à Cologne       |
| Robert Héraude              | À mort       | Guillotiné à Cologne       |
| Odile Kienlen               | À mort       | Morte à Mauthausen         |
| Denise Lauvergnat           | 8 ans TF     | Rescapée                   |
| Abel Laville                | À mort       | Guillotiné à Cologne       |
| Philippe Le Forsonney       | 10 ans TF    | Rescapé                    |
| Charles Le Gualès           | À mort       | Guillotiné à Cologne       |
| Pierre Le Rolland           | 5 ans TF     | Rescapé                    |
| Adzire Lindemann            | 4 ans TF     | Morte à Ravensbruck        |
| Gilberte Lindemann          | 3 ans TF     | Rescapée                   |
| Marietta Martin-Le-Dieu     | À mort       | Morte à Frankfort/Main     |
| André Noël                  | À mort       | Guillotiné à Cologne       |
| Anne Noury                  | 7 ans TF     | Morte à Bergen-Belsen      |
| Marguerite Perrier          | 2 ans TF     | Rescapée                   |
| Paul Petit                  | À mort       | Guillotiné à Cologne       |
| Tony Ricou                  | À mort       | Guillotiné à Cologne       |
| Maurice Rousselet           | 8 ans prison | Rescapé                    |
| Louis Royer                 | 5 ans TF     | Mort à Reichenberg         |
| Jeanne Sivadon              | À mort       | Rescapée                   |
| Georges Tainturier          | À mort       | Guillotiné à Cologne       |
| Adrien Thomas               | À mort       | Guillotiné à Cologne       |
| Robert Toustou              | 6 ans TF     | Mort sur la route (Sachso) |
| Armand Vallée               | 5 ans TF     | Mort à Mauthausen          |
| Albert Vanderdriessche      | À mort       | Guillotiné à Cologne       |
| Hélène Vautrin              | À mort       | Disparue (Ravensbruck)     |
| Marcelle Vilaine            | 3 ans TF     | Rescapée                   |

### Militants morts en prison avant le procès
| Georges Beschon | Shutzhaft | Mort à Sarrebruck |
| Maurice Jubert  | Shutzhaft | Mort à Sarrebruck |
| René Parodi     | Shutzhaft | Mort à Fresnes    |
| Alfred Vervin   | Shutzhaft | Mort à Sarrebruck |

### Militant non jugé mort en prison
| François Claux | Tué (raid aérien) | Sarrebruck |

### Militant jugé par le VGH de Berlin, mort dans un camp
| Stanislas Pacaud | Disparu | Leitmeritz (Sudetenland) |

 Hélène Vautrin
Déportée et exécutée à Ravensbrück

### Militants ayant repris du service dans un autre mouvement et morts au pouvoir de l’ennemi
| Pierre Arrighi              | Déporté          | Mort à Mauthausen         |
| Robert Aylé                 | Condamné à mort  | Fusillé au Mont-Valérien  |
| Pierre Bouchard (résistant) | Déporté          | Mort à Gusen (Mauthausen) |
| Maurice Bourdet             | Déporté          | Mort à Neuengamme         |
| Camille Charvet-Kahn        | Déportée         | Morte à Auschwitz         |
| François Delimal            | Suicide (poison) | rue des Saussaies         |
| Pierre Grandremy            | Déporté          | Mort à Bergen-Belsen      |

### Militants arrêtés, non jugés, ayant survécu à la déportation
| René Nicot                      |  | Dachau |  |
| Michel Riquet                   |  | Dachau |  |
| Georgette Le Rolland, née Drion |  | Swodau |  |

### Fugitifs
- René Dubois et Léon Terqueux (groupe de Compiègne) se réfugient en zone libre. Georges Fouquoire (groupe de Compiègne) ayant simulé la folie s'évade de l'hôpital. Il sera chef d'un maquis des Ardennes. Henri Ingrand ramené de Sarrebruck à Paris par le SD passe en zone Sud. Il sera chef de la région R6 (Auvergne) de Combat. Jacques Dhont devient chef des MUR de la Région R4 (Toulouse).

### Combat Zone nord aujourd'hui
Une militante, Reine Joly-Guédon, est encore en vie.[réf. nécessaire]

### Sources
- Archives Nationales
- Archives départementales de l'Oise
- Archives départementales de la Côte-d'Or
- Service historique de la Défense (Vincennes)
- BDIC (Nanterre)
- Bureau des victimes de conflits contemporains (Caen)
- Musée de la Résistance (Besançon)